# Semblativ
Semblativ är ett grammatiskt kasus som anger likheten mellan en enhet till en annan.

## Wagiman
Wagiman, ett australiskt språk, har semblativsuffixet -yiga, som är funktionellt identisk med suffixet -liknande i svenska, som i exemplet:
gahan mamin dup-pa ga-yu jilimakkun-yiga
den vite mannen sit-asp 3sg-be kvinna-sembl
Den vite mannen sitter som en kvinna

## Svenska
Svenska har ett antal semblativavledningssuffix, exempelvis -liknande.
En man i Texas fångar fisk med människoliknande tänder

## Engelska
Engelska har ett antal semblativavledningssuffix, exempelvis -like och -esque.
Texas Man Catches Fish With Human-Like Teeth
En man i Texas fångar fisk med människoliknande tänder.

## Avledningsaffix
I många andra språk, är semblativitet, som på svenska och engelska, märkt med avledningsaffix i stället för att vara ett oböjligt kasus.